# Slovenská letecká společnost
Slovenská letecká společnost (SLS) — бывшая словацкая авиакомпания, существовавшая в 1939—1944 годах.

## История
Компания была учреждена 19 июня 1939 года как акционерное общество с уставным капиталов в 1 миллион крон и 51% акций в собственности государства. Из-за нехватки собственных самолётов и персонала, первый маршрут Братислава — Вена обслуживался 10-местными лайнерами Ju 86 компании Deutsche Luft Hansa и её экипажами. Эта линия работала с июля по август 1939 года.
В 1940 году Департамент гражданской авиации Министерства национальной обороны Словакии добился покупки двух самолётов: Stinson SR-10C Reliant (OK-ATZ, бывший голландский PH-ATZ) и Airspeed AS.6 Envoy (OK-DOA, ранее OK-VIT, принадлежавший компании Vítkovice (VHHT)), которые, однако, оказались непригодными для полётов. Предполагалось после проведения необходимого ремонта использовать их на внутренней линии Братислава — Пьештяны — Зволен — Спишска-Нова-Вес. По техническим причинам этот проект не был реализован и "Стинсон", позже числившийся личным самолётом президента Й. Тисо и генерала Ф. Чатлоша, был уничтожен в 1945 году отступавшими немецкими войсками.
С июня по начало октября 1940 года выполнялся только маршрут Братислава — Вена, также обслуживавшийся Luft Hansa.
В 1941 году SLS арендовала у DLH один Ju 86 с экипажем, летавший в Вену с конца июля до начала октября.
В 1942 году на венском маршруте также появились Ju 86 венгерской компании Malert. Кроме того, была создана линия Будапешт — Братислава — Вена — Бреслау — Берлин, действовавшая с середины июля до конца сентября 1942 года, но её обслуживали исключительно венгерские "Юнкерсы", также арендованные у Люфтганзы.
В апреле 1943 года Словакия закупила два Focke-Wulf Fw 58 L Reiseweihe W.Nr. 3100 и 3101 (OK-TRE "Prešov" и OK-HLM "Bratislava") и одновременно завершила ремонт Envoy — который разбился уже 03.05.1943 г.
Оба «Фокке-Вульфа» начали эксплуатироваться на линии Братислава — Вена 15 мая 1943 года. На следующий день также была торжественно открыта национальная линия Братислава — Зволен — Прешов, позже продлённая до Вены, которая действовала до 30.9.1943.
В 1944 году положение на фронте уже не позволяло эксплуатировать гражданский авиатранспорт. Оба FW 58 были реквизированы и включены в состав ВВС. OK-TRE разбился в июле того же года и не восстанавливался; OK-HLM, после начала словацкого национального восстания перелетевший на аэродром «Три дуба», был уничтожен во время германского авианалёта 31 августа 1944 года.